# Until the Whole World Hears (песня)
«Until the Whole World Hears» — песня американской группы христианского рока Casting Crowns, вышедшая 20 августа 2009 года на лейбле Beach Street Records  в качестве ведущего сингла из четвёртого студийного альбома Until the Whole World Hears (2005). Песня написана Марком Холлом, Берни Хермсом, Джейсоном МакАртуром и Роджером Глидуэллом и спродюсирована Марком А. Миллером. Она была выпущена в виде цифрового скачивания 20 августа 2009 года, а на христианских радиостанциях — 29 августа 2009 года. В музыкальном плане Until the Whole World Hears — это арена-рок песня с хрустящим гитарным перебором, сопровождаемым взрывными гитарными аккордами и «горловым рыком» вокала Марка Холла. Лирическая тема песни — говорить правду в культуре, которая не хочет её слышать. Часть припева отсылает к библейскому персонажу Иоанну Крестителю.
Песня «Until the Whole World Hears» получила положительные отзывы критиков и была номинирована на 41-ю премию GMA Dove Awards в категории «Поп/современная песня года». Группа Casting Crowns исполняла эту песню на концертах в качестве вступительной и заключительной. Песня заняла верхние строчки в чартах Billboard Hot Christian Songs, Hot Christian AC и Christian AC Monitored. Песня также заняла четвёртое место в чарте Billboard Christian CHR, десятое место в чарте Billboard Christian Digital Songs и двадцать третье место в чарте Billboard Heatseekers Songs.

## Отзывы
После выхода «Until the Whole World Hears» был положительно встречен критиками. Эндрю Грир из CCM Magazine отметил, что «непривычные гитарные переборы наполняют [„Until the Whole World Hears“] настоящей рок-вибрацией, подчёркнутой бэк-припевом, который станет отличной песней для живой аудитории», а Роджер Гелвикс из Jesus Freak Hideout отметил, что песня «вероятно, лучшая на [„Until the Whole World Hears“]». Роджер Хэм из Christianity Today оценил «Until the Whole World Hears» как «мясной и картофельный громила, перегруженный взрывными гитарными аккордами и увенчанный горловым рыком [Марка] Холла».
Песня «Until the Whole World Hears» была номинирована на 41-ю премию GMA Dove Awards в категории «Песня года в стиле поп/современная запись».

## Чарты
| Чарт (2009—2010)                  | Высшая позиция |
| --------------------------------- | -------------- |
| Billboard Hot Christian Songs     | 1              |
| Billboard Hot Christian AC        | 1              |
| Billboard Christian AC Indicator  | 1              |
| Billboard Christian CHR           | 4              |
| Billboard Christian Digital Songs | 10             |
| Billboard Heatseekers Songs       | 23             |

| Чарт (2009)                       | Позиция |
| --------------------------------- | ------- |
| Billboard Hot Christian Songs     | 23      |
| Billboard Hot Christian AC        | 31      |
| Чарт (2010)                       | Позиция |
| Billboard Hot Christian AC        | 5       |
| Billboard Hot Christian Songs     | 7       |
| Billboard Christian Digital Songs | 40      |
| Billboard Hot Christian CHR       | 50      |